# ملاآخرداد (میرجاوه)
ملاآخرداد روستایی در دهستان تهلاب بخش ریگ ملک شهرستان میرجاوه استان سیستان و بلوچستان ایران است.

## جمعیت
بر پایه سرشماری عمومی نفوس و مسکن در سال ۱۳۹۵ جمعیت این روستا ۱۹۸ نفر (۶۳خانوار) بوده‌است.